# 1855 en santé et médecine
| Années de la santé et de la médecine : 1852 - 1853 - 1854 - 1855 - 1856 - 1857 - 1858    |
| Décennies de la santé et de la médecine : 1820 - 1830 - 1840 - 1850 - 1860 - 1870 - 1880 |

Cet article présente les faits marquants de l'année 1855 en santé et médecine.

## Événements
- L'infirmière britannique Florence Nightingale (1820-1910) réforme les standards d'hygiène dans les hôpitaux du front de Crimée.

## Publication
- Filippo Pacini (1812-1883) publie sa découverte du vibrio cholerae effectuée l'année précédente : « Microscopic Observations and Pathological Deductions on Asiatic Cholera », The British and Foreign Medico-Chirurgical Review, vol. 16, no 31,‎ juillet 1855, p. 144–145 (PMCID 5182670, lire en ligne).
- John Snow : On the mode of communication of cholera.

## Naissances
- 29 mars : Émile Dind (mort en 1932), médecin, enseignant et personnalité politique suisse.
- 15 mai : Ji Seok-yeong (mort en 1935), médecin coréen, introducteur de la vaccination contre la variole dans son pays.

## Décès
- 7 avril : Joseph Painchaud (né en 1819), médecin et philanthrope canadien.
- 29 juin : John Gorrie (né en 1802), médecin américain.
- 12 juillet : Isidore Valleix (né en 1807), médecin français.